# Orthex
Orthex Oyj är en finländsk företagskoncern som tillverkar och marknadsför husgeråd av plast. Orthex tillverkar bland annat frysburkar, hinkar och förvaringslådor. År 2018 presenterade Orthex och Stora Enso en livsmedelsgodkänd biokomposit som de utvecklat. Orthex introducerades på Helsingforsbörsen i mars 2021.
Orthex har fabriker i Sverige i Gnosjö och Tingsryd samt i Lojo i Finland.

## Historia

### 1950-talet
Idén till grundandet av Orthex plastfabrik kom ursprungligen från Jaska Palomäki, en folkskollärare från Lojo. Einari Kallonen funderade på sin sons karriär och Palomäki informerade honom om att guttaperka var framtidens material. Einari skickade sin son till Sverige där Birger Bergqvist från Lojo hade en plastfabrik, för att bekanta sig med branschen. När Aulis Kallonen återvände till Finland köpte han sin första plastmaskin från Halonen-brödernas maskinverkstad i Helsingfors. I källaren till familjens frontmannahus började han tillverka skjortklämmor som behövdes för packningen av de tusentals skjortor som levererades från Finland till Sovjetunionen.

### 1956–1979
Det danska bolaget Orth-Plast grundade dotterbolaget Orth-Export i Finland, och Aulis Kallonens firmanamn Ruisku-Muovi blev en av dess underleverantörer.   Till en början agerade företaget som det danska bolagets underleverantör och använde huvudsakligen inköpta gjutformar i sin produktion. Orth-Export var nära att gå i konkurs, och 1956 köpte Einari och Aulis Kallonen företaget och fick samtidigt många värdefulla gjutformar till sin plastmaskin. Orth-Exports plastformar hade Orthex, en förkortning av företagets namn, tryckt på dem, och förkortningen etablerades senare som namnet på Kallonens företag. Bolaget flyttade till Immula i Lojo år 1958. Företagets huvudsakliga mål var att sysselsätta den egna familjen.
På 1960-talet började företaget tillverka hinkar och tvättfat av plast. Det skedde en övergång från zinkhinkar till plasthinkar, och Orthex sålde en miljon hinkar på ett år. Kallonen skaffade nya plastmaskiner och byggde flera gånger ut fabriken som var belägen i Lojo runt Kallonens hem. I mitten av 1960-talet arbetade arkitekt Väinö A. Valve som designer för Orthex.
På 1970-talet tillverkade Orthex även plastfilm och av det plastsäckar och -kassar.

### 1980–2008
Från och med början av 1980-talet beslutade Orthex att fokusera på hushållsartiklar, och Laura Huhtela-Bremer anställdes som designer.
Aulis Kallonen var företagets verkställande direktör fram till 1995 då han blev styrelseordförande medan sonen Kari Kallonen tog över som ny verkställande direktör.
År 1999 hade Orthex en omsättning på 60 miljoner mark och sysselsatte 91 personer. År 2000 hade företaget 200 produkter med 1 760 olika produktnamn.
År 2006 fyllde företaget 50 år, och jubileumsåret till ära tillverkades en ny produkt, Löylyx-bastusetet. Allt i setet kunde staplas inuti varandra och det inkluderade hink, stäva och skopa. I produkterna utnyttjades bland annat plastens genomskinlighet.

### 2009–2014 Orthex och Intera Partners
Våren 2009 sålde Kari Kallonen och hans fru Tiina Kallonen majoriteten av bolaget till det finländska investmentbolaget Intera Partners. Kari Kallonen slutade som verkställande direktör eftersom han inte hade kompetens inom internationell affärsverksamhet. Som hans efterträdare utsågs Alexander Rosenlew, som hade lett Colgate-Palmolive i Finland. Bolagets omsättning var då 12 miljoner euro.
I och med Intera Partners började företaget växa genom företagsförvärv. År 2010 köpte företaget företaget Sveico AB, grundat 1914 i Gnosjö, och detta ledde till att omsättningen fördubblades. Sveico tillverkade köksredskap i metall och plast, såsom slevar och vispar.  Orthex tillverkade då totalt över tio miljoner enskilda hushållsvaror av plast. På grund av rikligt snöfall fördubblades mängden snöslädar som Orthex tillverkade jämfört med normala år. Företaget sålde även många snöskyfflar som används för att skyffla snö från taken.
År 2011 köpte Orthex det svenska Hammarplast Consumer AB i Tingsryd och fick samtidigt tillgång till varumärkena Hammarplast, Sarvis och SmartStore.. Även detta förvärv fördubblade Orthex omsättning och ökade personalmängden till cirka 300 personer. Bolagets omsättning steg till cirka 60 miljoner euro.

### 2015– Orthex och Sponsor Capital
År 2015 köptes Orthex av den finländska kapitalinvesteraren Oy Sponsor Capital Ab och dess verkställande ledning.  Orthex verkställande direktör Rosenlew fortsatte i tjänsten även efter förvärvet. Orsaken till företagsförvärvet var att Orthex ville fokusera på företagets internationalisering, något som Sponsor Capital hade erfarenhet av. Orthex exporterade vid den tiden sina produkter till 40 olika länder.
Under 2016 och 2017 grundades försäljningsorganisationer i Centraleuropa, i Tyskland, Frankrike och Storbritannien.
År 2018 presenterade Orthex och Stora Enso en livsmedelsgodkänd biokomposit som de utvecklat. S-gruppens butiker var de första som började sälja köksredskap tillverkade av biokomposit innan distributionen utökades.
Orthex introducerades på Helsingforsbörsen i mars 2021. Emissionerna övertecknades mångfaldigt. Bolagets ankarinvesterare var Conficap, Ilmarinen och Thomasset.
I juni 2021 sålde Orthex sin snöleksaksaffärsverksamhet till Wiitta Oy. Enligt Helsingin Sanomat hade Orthex vanliga pulka länge varit den populäraste pulkan för barn i Finland.

## Organisation
Orthex har fabriker i Sverige i Gnosjö och Tingsryd samt i Lojo i Finland.
Till Orthex-koncernen hör
- Oy Orthex Finland Ab,
- Orthex Sweden AB,
- Orthex Kitchen AB,
- Orthex Norway AS,
- Orthex Denmark A/S,
- Orthex Germany GmbH,
- Orthex France SARL and
- GastroMax Limited .

År 2021 sysselsatte företaget cirka 300 arbetstagare varav 70 arbetade vid fabriken i Lojo. Företagets tre fabriker är i hög grad automatiserade. Bolaget hade det året sju europeiska försäljningskontor i Danmark, Finland, Frankrike, Norge, Storbritannien, Sverige och Tyskland. Det hade även ett lager i Tyskland.
Orthex har två fabriksförsäljningar, en vid fabriken i Lojo  och en vid fabriken i Tingsryd.
I november 2021 var de största ägarna Conficap, Sponsor Fund och Alexander Rosenlew.

## Marknad
År 2020 såldes Orthex-produkter i cirka 40 länder. Bolagets omsättning var 76 miljoner euro varav cirka 80 procent kom från Norden där bolaget är marknadsledande. I Centraleuropa såldes Orthex-produkter till exempel av Carrefour-, Metro- och Bauhaus-kedjorna.
Bolaget fokuserar på hushållskunder, vilket ger det jämna inkomster. Till exempel behövde bolaget inte permittera någon under 1990-talets lågkonjunktur eftersom matlagning, bakning och frysning ökade. Inte ens råmaterialens skarpt stigande priser orsakar problem i lika stor grad som för företag som tillverkar produkter för stora kunder – det har varit möjligt att överföra prishöjningarna direkt till priserna.

## Produkter
År 2020 hade Orthex cirka tusen olika plastprodukter i sina sortiment.
Bolagets produkter har delats in i fyra produktgrupper:
- Hem- och utelivsprodukter, till exempel hinkar och postlådor, som säljs under varumärket Orthex.[40][32]
- Produkter för skötsel av växter, bland annat blomkrukor och vattenkannor, som säljs under varumärket Orthex.[40]
- Förvaringsprodukter som säljs under varumärket SmartStore.[12][40]
- Köksprodukter som säljs under varumärket GastroMax.[12][40]

År 2020 kom över 60 procent av omsättningen från förvaringsprodukter och cirka 24 procent från GastroMax köksvaror. 
Orthex har tillverkat två av de produkter som har störst spridning i finska hushåll: Frysburken (tidigare Jäänalle) och en tioliters hink. Under våren 2019 genomförde Ilta-Sanomat en enkät som besvarades av över 100 000 personer, och 89 procent av respondenterna sade sig äga en Orthex Jäänalle-frysburk. Hinken, som kom på andra plats, ägdes av 87 procent av alla som besvarade enkäten.

### Jäänalle-frysburken

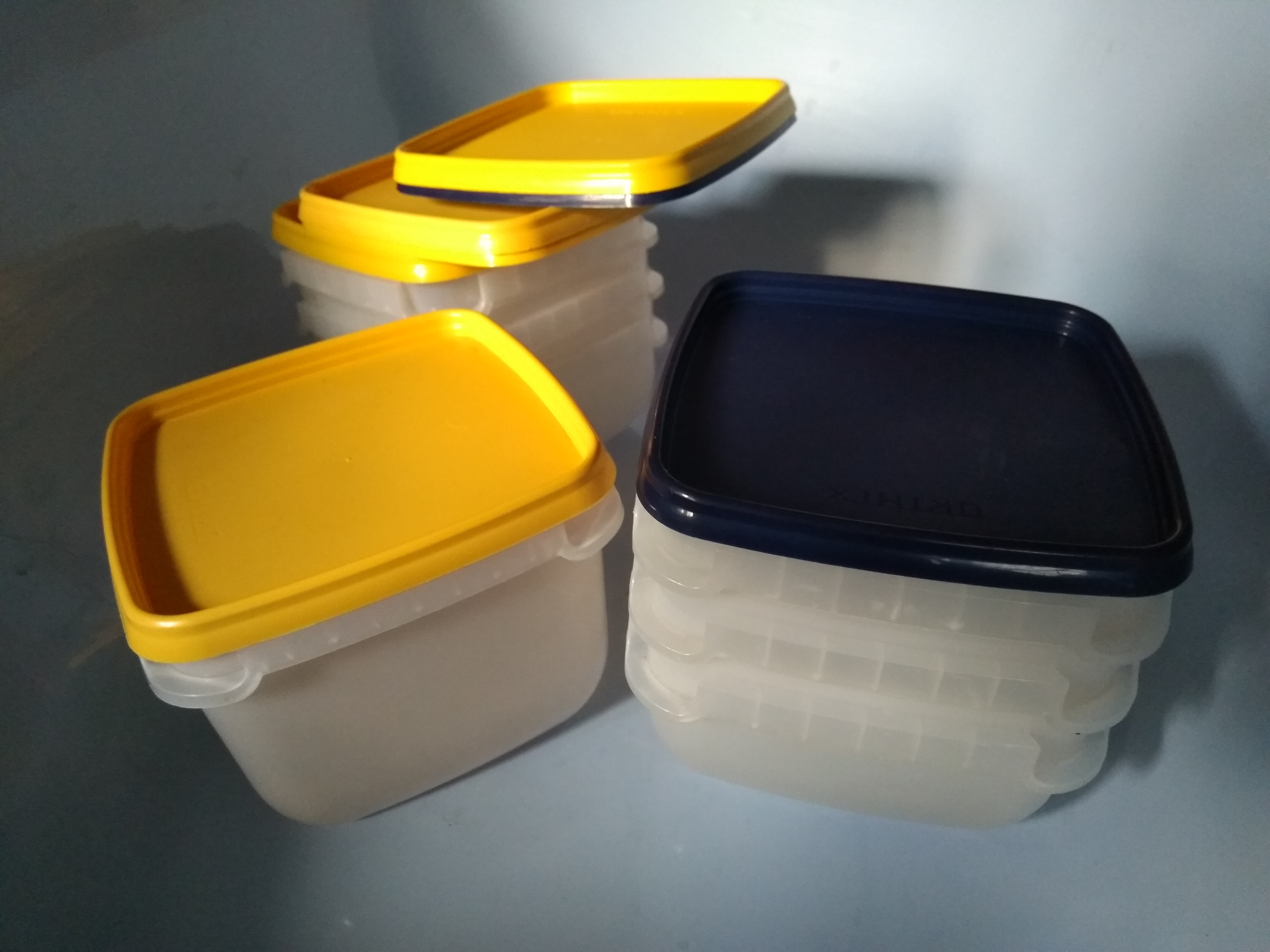
Orthex frysburkar

Ursprungligen inleddes tillverkningen av Jäänalle frysburkar år 1995. 2019 hade det sålts 60–70 miljoner burkar. Före Jäänalle hade försäljningen av frysburkar fördelats relativt jämnt i Finland mellan Orthex Jääkarhu och Sarvis Jääkukka. I början av 1990-talet minskade Sarvis storleken på sin största frysburk från en liter till 0,9 liter, vilket ledde till att produkten blev billigare. Jäänalle skapades när Aulis Kallonen bad Huhtela-Bremer att designa en ny frysburk för Orthex som motoffensiv mot den av konkurrenten inledda priskonkurrensen. Huhtela-Bremer började designarbetet genom att reflektera över hurdana frysaskar hon själv inte vill använda. Till skillnad från de tidigare askarna med spetsiga hörn har Jäänalle runda hörn, och tack vare detta var nedfrysningen av innehållet snabbare och jämnare. De runda hörnen gjorde det också enklare att sleva innehållet från asken. Med hjälp av fördjupningen i askens lock kan askarna staplas på varandra, med det finns ändå tillräckligt med plats mellan dem för den kalla luften att strömma runt i frysen. Tomma askar kan förvaras inuti varandra. Askens övre kant rundas av s.k. styva handtag som hjälper asken att bevara sin form även om man häller het vätska i den. De tidigare modellernas öppningsflikar ersattes med fördjupningar i de övre kanterna som gjorde det möjligt att öppna locket med tummen.
De enkla men praktiska innovationerna gjorde Jäänalle till en succé. De stora kedjorna slutade sälja konkurrenternas produkter, och miljontals frysaskar såldes årligen. Jäänalle erövrade inte bara marknaden utan även utvidgade den: utöver frysning används Jäänalle även som matlåda.
Försäljningen av Jäänalle är som störst i slutet av sommaren, och dess efterfrågan följer bär- och svampsäsongen. För att förutse produktens efterfrågan samlar Orthex in information från prognoser om bärskörden. Under ett bra blåbärsår säljs det mest mindre askar medan större askar är mer populära under ett bra jordgubbsår. Den mest populära storleken av burken är 0,5 liter. Nästan hälften av alla askar som säljs är av denna storlek.
Vid tillverkningen av asken använder man granulat av polypropen som uppstår som biprodukt vid tillverkning av olja. Orthex får det från Borgå, från Borealis fabrik. Locken å sin sida tillverkas av linjär polyeten med låg densitet.
Efter att Intera Partners köpte Orthex år 2009 avstod man från namnet Jäänalle och började kalla produkterna frysburkar. Under våren 2019 meddelades det att frysburkarna övergick från att säljas under varumärket Orthex till det internationellt mer kända GastroMax.

### Produkter av återvunnen och biobaserad plast
Orthex har tillverkat produkter av återvunnen plast sedan slutet av 2000-talet. År 2019 utgjorde bio- och återvunnen plast 14% av det råmaterial som Orthex använder. I januari 2021 var cirka 30 procent av de produkter som tillverkades i fabriken i Lojo gjorda av återvunna eller biobaserade råvaror.

#### Produkter av återvunnen plast
Orthex har ökat användningen av återvunnen plast stegvis. År 2015 användes det 378 000 kilo returplast i produktionen, ett år senare var mängden 706 000 kilo. År 2017 använde Orthex returplast i produktionen av 20 olika produkter.
Orthex tillverkar alla sina blomkrukor och balkonglådor helt av återvunnen plast. Returplast används även för tillverkning av förvaringslådor, men på grund av regleringar kan returplast inte användas vid tillverkning av produkter som ska komma i kontakt med livsmedel. Orthex använder bland annat affärernas förpackningsplast som råmaterial i sina returplastprodukter. Orthex använder även återvunnet plastmaterial som förädlats vid Fortums anläggning i Riihimäki  och granulat som det danska företaget Plastix har tillverkat från oanvända fiskenät som samlats in från havet som råmaterial. Jämfört med ny plast är koldioxidutsläppen från återvunnen plast som producerats av fiskenät 82,4 procent mindre. Plasten från fiskenäten används i tillverkningen av gröna hinkar. Orthex anordnar även själva kampanjer för insamling av använda hinkar. 

#### Produkter av biobaserade plast
Orthex och Stora Enso har tagit fram en biokomposit som ersätter plast och som tillverkas av träfiber och sockerrör. Produkterna är till 98 procent tillverkade av biomaterial. Andelen träfiber i produkterna varierar mellan 30 och 50 procent, beroende på slutprodukten. Till exempel består skärbrädor av en tredjedel träfiber, 63 procent polyeten tillverkad av sockerrör och resten är tillsatsämnen och bindemedel.
Materialet används i köksproduktserien som Orthex tillverkar och som består av bland annat skärbrädor och köksredskap med grepp av biokomposit. Råvaran för materialet kommer från Stora Ensos fabrik i Hylte i Sverige, och är en biprodukt av cellulosa- och träproduktindustrins. Materialet är något hårdare än traditionell plast. Det tål diskmaskin och kan återvinnas. S-gruppen var först med att sälja biokompositprodukter. När produktionsmängderna växte började produkterna säljas även av Kesko och bland annat ICA och Bergendahls i Sverige.

## Samhällsansvar
Orthex har satt upp som mål att uppnå en koldioxidneutral produktion senast 2030. Detta strävar företaget efter att uppnå bland annat genom att använda förnybar energi, utnyttja återvunnet och biobaserat råmaterial i produktionen och minska spillet från produktionsprocessen. 

## Utmärkelser
- År 2006 tilldelades Orthex det riksomfattande företagarpriset i Finland.[49]
- År 2012 vann Orthex nya Piece of Eden-krukor ”red dot: product design 2012”-priset.[25][50]